# 궤도 요소
궤도 요소(영어: Orbital elements)는 특정한 궤도를 식별하기 위해 필요한 변수들을 말한다. 천체물리학에서는 이 요소들을 일반적으로 케플러 궤도가 쓰이는 고전역학 이체계에서 고려한다. 같은 궤도를 수학적으로 표현하는 방법은 많이 있으나, 여섯 개의 변수를 사용하는 방법이 천문학과 궤도역학에서 많이 쓰인다.
실제 궤도 및 궤도 요소들은 시간이 지남에 따라 섭동 현상에 따라 변화하게 된다. 케플러 궤도를 사용하는 것은 그저 최적화를 위해서이고, 수학적인 계산은 아무리 정확해도 근사치에 그치게 된다.

## 케플러 요소

이 그림에서는, 궤도면(노란색)이 기준면(회색)과 교차한다. 일반적으로 지구를 도는 인공위성의 경우 기준면은 지구의 적도면이고, 태양 궤도의 인공위성들의 경우에는 이 면이 황도면이 된다. 기준면과 궤도면의 교차선은 승교점과 강교점 그리고 질량 중심을 직선으로 잇는다.

일반적인 궤도 요소는 여섯 개의 "케플러 요소"이며, 이는 요하네스 케플러의 케플러 법칙 이후에 나온 것이다.
관성 좌표계에서 바라보았을 때, 궤도를 도는 두 물체는 별개의 궤적을 그리며, 각각의 궤도의 초점은 공통 질량중심이다. 비관성 좌표계, 즉 한 물체를 가운데에 두고 보면, 다른 하나의 궤적만 나타난다. 케플러 요소는 바로 이 비관성 궤도를 설명한다. 궤도 하나는 어느 물체를 기준으로 하냐에 따라 두 개의 케플러 요소를 가진다. 기준이 되는 물체를 중심체(Primary)라고 한다. 중심체는 나머지 하나보다 더 질량이 많을 필요는 굳이 없으며, 만약 두 물체의 질량이 같다면 중심체는 고르기 나름이다.
타원의 형태와 크기를 정하는 두 주요 요소는 다음과 같다.
- 궤도 이심률 (e)—타원의 형태, 즉 타원이 정확한 원으로부터 얼마나 어긋나있는지를 설명한다(상단의 그림에는 나와있지 않다).
- 긴반지름 (a)—궤도 근점과 원점의 평균값이다. 원 궤도의 경우에는 질량 중심과 물체의 거리가 아닌, 두 물체 사이의 거리를 나타낸다. 포물선이나 쌍곡선의 경우에는 이 값이 무한대로 나타난다.

타원의 형태가 결정되었을 때 궤도면의 형태를 정하는 두 요소는 다음과 같다.
- 궤도 경사 (i)—기준면에 대한 타원의 기울어진 정도를 말하고, 승교점(궤도가 기준면을 아래에서 위 방향으로 지나가는 점)에서의 궤도면과 기준면 사이의 각도로 측정되머, 그림에는 녹색 각도 i로 표시되어 있다.
- 승교점 경도 (☊ 또는 Ω)—   승교점은 궤도가 기준면 아래에서 위로 지나가는 지점을 가리키며, 기준점에서 반시계 방향으로 승교점까지 측정한 각도를 승교점 경도라 한다. (그림에서는 녹색 각도 Ω로 표시되어 있다).  태양계에서 기준점은 춘분점이다.

그리고 마지막 두 요소는 다음과 같다.
- 근일점 편각 (ω)-승교점으로부터 궤도 근점(물체가 궤도를 돌 때 중심체와 가장 가까워지는 지점)까지의 각도로, 궤도면에서의 타원의 방향을 결정한다(그림에는 파란색 각도 ω로 표시되어 있다).
- 진근점 이각 (ν, θ, 또는 f)-특정한 시간(역기점)에서의 물체의 위치를 결정한다.

평균 근점 이각은 시간에 따라 연속적으로 변화하는 "각도"로서 수학적으로 편리하지만, 각도가 기하학적인 각도와 일치하지 않는다. 이 값은 진근점 이각 ν으로도 쓸 수 있는데, 이 값은 어느 시점에서나 궤도 근점과 궤도를 도는 물체가 이루는 각도를 나타내어 각도가 기하학적인 각도와 일치한다. 따라서, 진근점 이각은 그림에 빨강 각(ν)으로 표시되어 있지만. 평균 근점 이각은 표시되어 있지 않다.
궤도 경사, 승교점 경도, 근일점 편각은 기준 좌표계에 대한 궤도를 표시하기 위한 오일러 각으로도 표현될 수 있다.
타원 궤도가 아닌 궤도 또한 존재하며. 이들은 닫히지 않았기 때문에 궤도로 볼 수 없다. 만약 이심률이 1보다 크다면 궤도는(궤적은) 쌍곡선으로 나타나고, 이심률이 1인데 각운동량이 0이라면 방사 궤도로, 이심률이 1인데 각운동량이 0이 아니라면 궤도는 포물선으로 나타난다.

### 필요한 변수들
관성 좌표계와 역기점(특정한 시간대)이가 주어지면, 정확히 여섯 개의 변수 모두가 궤도를 결정하기 위하여 필요한데, 이는 이 문제의 자유도가 6이기 때문이다. 이 말은 직교 좌표계에서 위치를 결정하기 위해 필요한 차원 3개(x, y, z)와 각각의 차원에 대한 속도가 필요하다는 말과 같다. 이것들은 궤도 상태 벡터로 설명될 수 있지만, 이 방법을 이용하면 불편한 사례가 자주 생기고, 이 때문에 케플러 요소가 더 널리 쓰이는 것이다.
가끔 역기점은 기준면의 일부가 아닌, "일곱 번째" 궤도 요소로 고려되기도 한다.
만약 역기점이 여섯 요소 중 하나가 0일 때로 정의한다면, 값을 알아야 하는 궤도 요소는 5개로 줄게 된다(여섯 번째 변수는 여전히 궤도를 결정하는 데 필요하지만, 앞에서 0으로 결정되었기 때문에 따로 값을 측정할 필요가 없다).

### 대체 변수
케플러 변수는 수동 계산이나 컴퓨터 프로그램을 통해 궤도 상태 벡터(위치 벡터 3개, 속도 벡터 3개)에서 계산될 수 있다.
궤도 주기, 근점, 원점 등 다른 궤도 요소들은 케플러 요소에서 계산될 수 있다. 일반적으로 케플러 요소에서 긴반지름 대신 궤도 주기의 값을 결정하는 경우가 흔한데. 이는 각각의 요소가 중심체에 대해 주어진 표준 중력 변수를 이용하여 다른 요소에서 계산해낼 수 있기 때문이다.
평균 근점 이각 대신 평균 경도, 진근점 이각(ν0) 또는 (매우 드물게) 편심 이각도 쓰인다.
평균 근점 이각 대신 "역기점에서의 평균 근점 이각"을 사용하면 시간이 일곱 번째 요소로서 정해져야 한다는 것을 가리킨다. 가끔 평균 근점 이각이 역기점에서 0이 되는 경우, 남은 다섯 개의 요소만 특정지으면 된다.
여러 천체들에 대해 다양한 종류의 요소들이 사용된다. 이심률 e, 긴반지름 a 또는 근점의 길이 q는 궤도의 형태와 크기를 결정한다. 승교점 경도 Ω, 궤도 경사 i, 근일점 편각 ω 또는 근일점의 경도 ϖ는 궤도의 세부 성질을 결정한다. 역기점 경도 L0이나 역기점에서의 평균 근점 이각 M0 또는 근일점 경로 T0는 궤도에서의 위치를 결정하기 위하여 사용된다. 이 요소들 중에 요소를 선택하는 것은 기준면에 대한 교점에 따라 결정된다. 긴반지름은 만약 평균 움직임과 중력적 질량이 알려져 있으면 알 수 있다.
또한 평균 근점 이각(M) 또는 평균 경도(L)는 중간에 M0 또는 L0 단계를 거치지 않고 시간에 대한 다항식의 형태로 바로 표현된다. 이 방법은 평균 움직임(n) 또한 다항식의 계수 중 하나로 포함한다. L이나 M의 표현 방법은 좀 더 어렵지만, 다섯 개의 요소로도 계산을 할 수 있다.
평균 움직임은 또한 궤도 주기 P 없이는 상당히 모호해진다.
| 천체   | 사용된 요소       |
| ------ | ----------------- |
| 행성   | e, a, i, Ω, ϖ, L0 |
| 혜성   | e, q, i, Ω, ω, T0 |
| 소행성 | e, a, i, Ω, ω, M0 |

#### 오일러 각 변환
각 Ω, i, ω는 오일러 각 (α, β, γ)에서의 좌표를 결정하는 각도이다.
x̂, ŷ, ẑ는 내부 좌표계 Î, Ĵ, K̂에서 나왔으며, 다음과 같다.
- Î, Ĵ는 궤도 중심체의 적도면을 나타낸다. Î는 춘분점의 위치에 있다. Ĵ는 Î과 수직이며, Î와 함께 기준면을 정의한다. K̂는 기준면에 수직하다.
- x̂, ŷ는 궤도면에 있고 x̂는 근점의 방향에 있다. ẑ는 궤도면에 수직하다. ŷ는 x̂와 ẑ에 대해 수직하다.

따라서, Î, Ĵ, K̂ 좌표계에서 x̂, ŷ, ẑ 좌표계(오일러 각 Ω, i, ω)로의 변환은 다음과 같다.
{\displaystyle {\begin{aligned}x_{1}&=\cos \Omega \cdot \cos \omega -\sin \Omega \cdot \cos i\cdot \sin \omega \\x_{2}&=\sin \Omega \cdot \cos \omega +\cos \Omega \cdot \cos i\cdot \sin \omega \\x_{3}&=\sin i\cdot \sin \omega \\y_{1}&=-\cos \Omega \cdot \sin \omega -\sin \Omega \cdot \cos i\cdot \cos \omega \\y_{2}&=-\sin \Omega \cdot \sin \omega +\cos \Omega \cdot \cos i\cdot \cos \omega \\y_{3}&=\sin i\cdot \cos \omega \\z_{1}&=\sin i\cdot \sin \Omega \\z_{2}&=-\sin i\cdot \cos \Omega \\z_{3}&=\cos i\end{aligned}}}
이 때, 다음과 같다.
{\displaystyle {\begin{aligned}{\hat {x}}&=x_{1}{\hat {I}}+x_{2}{\hat {J}}+x_{3}{\hat {K}}\\{\hat {y}}&=y_{1}{\hat {I}}+y_{2}{\hat {J}}+y_{3}{\hat {K}}\\{\hat {z}}&=z_{1}{\hat {I}}+z_{2}{\hat {J}}+z_{3}{\hat {K}}\end{aligned}}}
x̂, ŷ, ẑ 좌표계에서 오일러 각 Ω, i, ω로의 변환은 다음과 같다.
{\displaystyle {\begin{aligned}\Omega &=\operatorname {arg} \left(-z_{2},z_{1}\right)\\i&=\operatorname {arg} \left(z_{3},{\sqrt {{z_{1}}^{2}+{z_{2}}^{2}}}\right)\\\omega &=\operatorname {arg} \left(y_{3},x_{3}\right)\end{aligned}}}
arg(x,y)는 극 인수를 나타내며, 많은 프로그램에 포함된 기본적인 방정식 atan2(y,x)에서 계산할 수 있다.

## 궤도 예측
궤도 중심체가 완벽한 구형이고 아무런 섭동이 없을 때, 평균 근점 이각을 제외한 모든 궤도 요소는 고정된다. 평균 근점 이각은 시간에 따라 {\displaystyle n={\sqrt {\frac {\mu }{a^{3}}}}}과 같이 변화한다.
그렇기 때문에, 궤도 요소 [e0, a0, i0, Ω0, ω0, M0]들에 대해 시간  t0이 적용되면, 해당 시각의 요소 t0 + δt는 [e0, a0, i0, Ω0, ω0, M0 + n δt]로 주어진다.

## 섭동 및 요소 변화
비섭동 이체에서는, 만유인력 궤도는 언제나 원뿔 곡선이고, 따라서 케플러 요소는 타원, 포물선, 쌍곡선을 설명하는 것이다. 하지만 현실의 궤도에서는 섭동이 존재하고, 따라서 케플러 요소는 역기점에서의 궤도를 설명하는 것이 된다. 궤도 요소의 변화는 중심체가 아닌 다른 요소의 영향, 다른 천체의 중력, 중심체의 구형도, 대기 마찰, 상대성 이론에 의한 영향, 복사압, 전자기력 등 다양한 영향을 받기 때문에 일어난다.
케플러 요소들은 역기점 근처를 예측하기 위해서 자주 이용된다. 또한, 실제 궤적은 실제 궤도의 케플러 접촉 궤도를 통하여 계산할 수 있다.

## 같이 보기
- 천체력
- 궤도